# Тисколово
Ти́сколово (фин. Kiiskala) — деревня в Усть–Лужском сельском поселении Кингисеппского района Ленинградской области.

## История
Впервые упоминается в писцовых книгах Шелонской пятины 1571 года как деревня В Кишкине — 2 ½ обжи в Ямском Окологородье.
Согласно шведским «Балтийским писцовым книгам» (Baltiska Fogderäkenskaper) деревня носила название: Kÿskella (1584—1589 годы).
Затем упоминается как пустошь Kischala ödhe — 2 обжи, в шведских писцовых книгах 1618—1623 годов.
На карте Ингерманландии А. И. Бергенгейма, составленной по шведским материалам 1676 года, упоминается как деревня Kischala.
На шведской «Генеральной карте провинции Ингерманландии» 1704 года она обозначена как Kiscala.
А на «Географическом чертеже Ижорской земли» Адриана Шонбека 1705 года — как деревня Кискала.
На карте Ингерманландии А. Ростовцева 1727 года — как деревня Каніста в Ямбургском уезде.
На «Карте Ингерманландии и Карелии печатаной при Императорской Академии наук» И.-Э. Гриммеля 1740 года она упоминается как деревня Lannista.
На карте Санкт-Петербургской губернии Я. Ф. Шмидта 1770 года — как деревня Писколова.
На карте Санкт-Петербургской губернии Ф. Ф. Шуберта 1834 года она обозначена как деревня Тисколова и при ней Таможенная станция.

ТИСКОЛОВО — деревня принадлежит чиновнику 8 класса Римкевичу, число жителей по ревизии: 15 м. п., 13 ж. п. (1838 год)

На этнографической карте Санкт-Петербургской губернии П. И. Кёппена 1849 года она обозначена как деревня «Kiiskala» («Ершова»), расположенная в ареале расселения савакотов. В пояснительном тексте к этнографической карте она записана как деревня Kiiskala (Кискалова) и указано количество её жителей на 1848 год: савакотов — 31 м. п., 23 ж. п., всего 54 человека.
Согласно карте С. С. Куторги 1852 года деревня называлась Тисколова.

ТИСКАЛОВО — деревня чиновника 7 класса Ришкевича, по просёлочной дороге, число дворов — 13, число душ — 22 м. п. (1856 год)

ТИСКОЛОВО — деревня, число жителей по X-ой ревизии 1857 года: 25 м. п., 33 ж. п., всего 58 чел.

ТИСКОЛОВО — деревня владельческая при колодцах, число дворов — 7, число жителей: 25 м. п., 44 ж. п. (1862 год) 

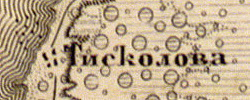
Деревня Тисколово на карте 1863 года

Как деревня Тисколова она обозначена на Военно-топографической карте Санкт-Петербургской губернии 1863 года.
В 1865—1866 годах временнообязанные крестьяне деревни выкупили свои земельные наделы у Ю. Ф. Римкевич и стали собственниками земли.

ТИСКОЛОВО — деревня, по земской переписи 1882 года: семей — 10, в них 27 м. п., 23 ж. п., всего 50 чел.

ТИСКОЛОВО — деревня, число хозяйств по земской переписи 1899 года — 14, число жителей: 42 м. п., 47 ж. п., всего 89 чел.
 разряд крестьян: бывшие владельческие, народность: финская

В конце XIX — начале XX века деревня административно относилась к Лужицкой волости 2-го стана Ямбургского уезда Санкт-Петербургской губернии. По приходским данным население деревни было исключительно финским.
С 1917 по 1924 год деревня Тисколово входила в состав Конновского сельсовета Наровской волости Кингисеппского уезда.
Согласно данным переписи населения СССР 1926 года в деревне Тисколово проживал 71 человек — все финны.
С 1927 года в составе Котельского района.

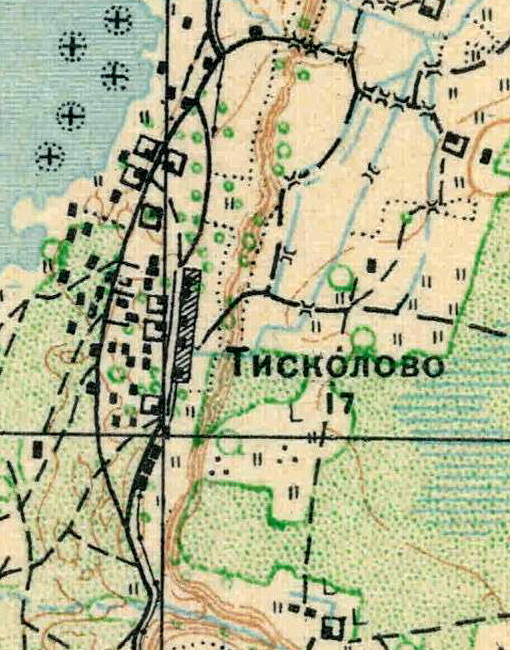
План деревни Тисколово. 1930 год

Согласно топографической карте 1930 года деревня насчитывала 17 дворов.
С 1931 года в составе Кингисеппского района.
По данным 1933 года деревня Тисколово входила в состав Конновского сельсовета Кингисеппского района.
В 1939 году население деревни Тисколово составляло 161 человек.
C 1 августа 1941 года по 31 января 1944 года деревня находилась в оккупации.
В 1958 году население деревни Тисколово составляло 82 человека.
По данным 1966 и 1973 годов деревня Тисколово также находилась в составе Конновского сельсовета.
По данным 1990 года деревня Тисколово входила в состав Усть-Лужского сельсовета Кингисеппского района.
В 1997 году в деревне проживали 12 человек, в 2002 году — 21 человек (русские — 48 %, финны — 52 %), в 2007 году — 13.

## География
Деревня расположена в северо-западной части района на автодороге 41К-109 (Лужицы — Первое Мая).
Расстояние до административного центра поселения — 22 км.
Расстояние до ближайшей железнодорожной станции Усть-Луга — 29,5 км.
Деревня Тисколово находится в западной части Кургальского полуострова на берегу Нарвского залива.
Ближайшие населённые пункты: деревня Конново на юге и деревня Кайболово на севере.

## Демография
| 1862 | 2007 | 2010 | 2017 |
| ---- | ---- | ---- | ---- |
| 69   | ↘13  | ↗26  | ↘9   |

### Национальный состав
Согласно данным Всероссийской переписи населения 2021 года в деревне проживали 18 человек, все русские.